# Ben English
Ben English est un acteur pornographique britannique.  Il est également le fondateur et propriétaire de l'agence LA Direct Models.

## Récompenses
- 2004 : XRCO Award Best New Stud
- 2004 : AVN Award Meilleur débutant (Best Male Newcomer)
- 2009 : AVN Award Meilleur acteur dans un second rôle (Best Supporting Actor) pour Pirates II: Stagnetti's Revenge[3]